# Rudgea corymbulosa
Rudgea corymbulosa är en måreväxtart som beskrevs av George Bentham. Rudgea corymbulosa ingår i släktet Rudgea och familjen måreväxter. Inga underarter finns listade i Catalogue of Life.